# Господарська діяльність
Господа́рська дія́льність — будь-яка діяльність, в тому числі підприємницька, пов'язана з виробництвом, обміном та переробкою матеріальних і нематеріальних благ, що виступають у формі товару.
Під господарською діяльністю в Господарському кодексі України розуміється діяльність суб'єктів господарювання у сфері суспільного виробництва, спрямована на виготовлення та реалізацію продукції, виконання робіт чи надання послуг вартісного характеру, що мають цінову визначеність. (ст. 3 ГК України).
Господарська діяльність включає як виробничу діяльність, у процесі якої виробляється продукція, вироби народного споживання та інші матеріальні цінності, та невиробничу діяльність, пов'язану з виконанням різних видів робіт, у тому числі науково-дослідних, надання послуг, результати яких відчужуються як товар. Господарська діяльність має здійснюватися належним чином та давати якісні результати, що можливо забезпечити якщо суб'єкти господарювання будуть мати достатні знання, навички, досвід, а це досягається коли така діяльність здійснюється постійно у вигляді промислу. Тобто, важливою ознакою господарської діяльності є її систематичність, виконання на професійній основі.
Отже, господарська діяльність — це суспільно-корисна діяльність, яка виконується на професійній основі, якщо її результати реалізуються як товар. В залежності від мети і механізму здійснення, господарська діяльність поділяється на:
1. підприємницьку (комерційну) діяльність;
2. непідприємницьку (некомерційну) діяльність.

Успіх комерційний — досягнення запланованого чи очікуваного результату господарської діяльності завдяки цілеспрямованим діям, що забезпечують одержання (збільшення) доходів підприємства або поліпшення (стабілізацію) його фінансового стану. Успіх комерційний пов'язаний не тільки зі збільшенням доходів, але і з низкою непрямих заходів, наприклад, зниженням витрат.
Ознаки господарської діяльності:
- ініціативність;
- самостійність;
- творчий та інноваційний характер;
- систематичність;
- це діяльність на власний ризик;
- цільова спрямованість на отримання прибутку;
- самостійна юридична відповідальність;
- соціально-відповідальний характер[2].

## Сімейна господарська діяльність
У радянські часи, як вказує А. Г. Вишневський, «виробнича діяльність все більшого числа людей переміщалася за межі родини і перетворювалася для більшості з них в працю за зарплату. В результаті сімейні та виробничі обов'язки відділялися один від одного в просторі і часі, їх поєднання ускладнювалося».
Див. ще: корпоративізм, сімейний бізнес по-італійськи